# Basil Williams (Eiskunstläufer)
Basil John Williams (11. März 1891 in Buenos Aires – 1951 in Surrey, England) war ein britischer Eiskunstläufer, der im Einzellauf und im Paarlauf startete.
Er war Börsenmakler in London und wohlhabend genug, um seine Winter in Frankreich und der Schweiz zu verbringen.
Seinen einzigen Auftritt bei einer Weltmeisterschaft hatte Williams 1912 in Manchester an der Seite von Enid Harrison. Sie platzierten sich dort als Sechste. Im Jahr darauf wurde Williams britischer Meister. Dabei bezwang er u. a. Phyllis Johnson, die, da es zu dieser Zeit noch keine eigenständige Damenkonkurrenz gab, in der Herrenkonkurrenz mitlief. Johnson, die 1909 und 1912 mit ihrem Ehemann James H. Johnson Weltmeister im Paarlauf geworden war, musste sich nach dem Ersten Weltkrieg einen neuen Eislaufpartner suchen, da ihr Mann mit gesundheitlichen Problemen zu kämpfen hatte. Basil Williams wurde ihr neuer Partner und gemeinsam nahmen er und Johnson an den Olympischen Spielen 1920 in Antwerpen teil und gewannen die Bronzemedaille hinter Ludowika Jakobsson und Walter Jakobsson, die Finnland vertraten, und den Norwegern Alexia Bryn und Yngvar Bryn. Williams startete bei den Olympischen Spielen auch im Einzellauf und beendete den Wettbewerb als Siebter.
Williams heiratete später die Tochter von Wilbur Whitehead, dem Direktor der Simplex Automobile Corporation und einem der besten amerikanischen Bridgespieler.

## Ergebnisse

### Einzellauf
| Wettbewerb / Jahr         | 1913 | 1920 |
| ------------------------- | ---- | ---- |
| Olympische Spiele         |      | 7.   |
| Britische Meisterschaften | 1.   |      |

### Paarlauf
(1912 mit Enid Harrison, 1920 mit Phyllis Johnson)
| Wettbewerb / Jahr   | 1912 | 1920 |
| ------------------- | ---- | ---- |
| Olympische Spiele   |      | 3.   |
| Weltmeisterschaften | 6.   |      |